# وزارة العدل (كوريا الجنوبية)
وزارة العدل في كوريا الجنوبية (هانغل: 대한민국 법무부) هي وزارة في حكومة كوريا الجنوبية تشرف على شؤون العدل ويرأسها وزير العدل. الوزارة مسؤولة عن الإشراف على خدمة النيابة العامة في كوريا الجنوبية والشؤون القانونية ومراقبة الهجرة وخدمة الإصلاح ومنع الجريمة وحماية حقوق الإنسان.
يقع مقرها الرئيسي في المبنى الحكومي في غواتشيون بمقاطعة غيونغي.

## وصلات خارجية
- وزارة العدل (الكورية)
- وزارة العدل (الإنجليزية)